# 懷縣
怀县，古县名，今河南省武陟县境。周朝初期其地稱為怀邑，是周司寇苏忿生的食邑。

## 第一次设置
秦始皇二十六年（前221年），置怀县，治所在今大虹桥乡土城村。由汉朝至曹魏期间一直是河内郡的治所。西晋泰始二年（266年），河内郡治所迁至野王县，怀县仍属河内郡。隋大业二年（606年），废怀县入邢丘县。

## 第二次设置
唐武德二年（619年），复置怀县。贞观元年（627年），废怀县入武陟县。至此，怀县没有再复置。

## 基本面貌
据记载，怀县是中原地区工业较发达的地方，汉朝时是全国八个设有工官的其中一县。东汉时，由于怀县距离都城洛阳较近，帝王在怀县兴建怀宫并经常到此巡察。现今还保留有古县城的遗址。

## 历史名人
- 向秀（约227-272年），字子期，西晋哲学家、文学家，「竹林七贤」之一。
- 山涛（205-283年），字巨源，西晋大臣、学者，「竹林七贤」之一。